# Mendoza (wijnstreek)

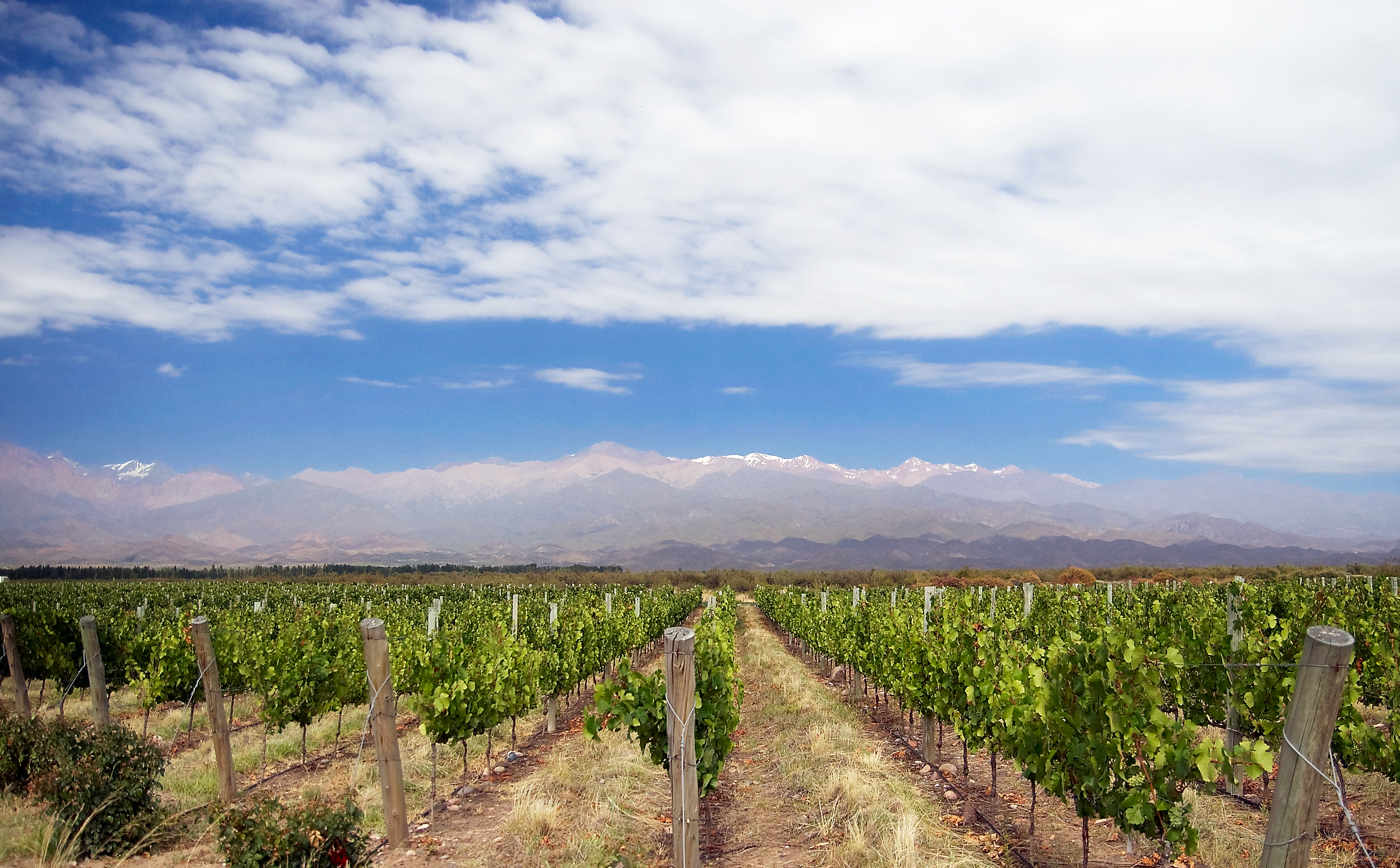
wijngaard met de Andes op de achtergrond.

De Mendoza wijnstreek is het belangrijkste wijnbouwgebied van Argentinië. In de provincie Mendoza wordt ongeveer driekwart van alle wijn geproduceerd. Aanvankelijk lag de nadruk op goedkope wijn voor binnenlands gebruik, maar sinds het begin van de negentiger jaren is de aandacht verlegd naar kwaliteitswijnen voor exportmarkten.

## Ligging en klimaat
De wijngebieden in deze provincie liggen ten oosten van de Andes in en om de hoofdstad Mendoza. De wijnbouw vindt op de hellingen plaats en tot relatief grote hoogte. De koude nachten zorgen voor een relatief lange rijpingsperiode. De meeste neerslag valt ten westen of in de Andes en de wijngaarden moeten geïrrigeerd worden om voor voldoende water te zorgen.
Mendoza kent een woestijnklimaat, volgens de klimaatclassificatie van Köppen BWh of BWk. Er valt weinig neerslag, minder dan 200 millimeter per jaar.  De meeste neerslag valt in de zomer tussen november tot maart. De winters zijn koud, maar omdat het een droge periode is valt er nauwelijks sneeuw. Voor de druiven zijn vorst in het voorjaar een probleem en ook hagel is een voorkomend probleem waardoor de druiven worden beschadigd. Door het droge weer en de grote hoogte waarop de druiven worden geteeld kan hier met minder bestrijdingsmiddelen worden volstaan.
| Maand                       | jan  | feb  | mrt  | apr  | mei  | jun  | jul  | aug  | sep  | okt  | nov  | dec  | Jaar  |
| --------------------------- | ---- | ---- | ---- | ---- | ---- | ---- | ---- | ---- | ---- | ---- | ---- | ---- | ----- |
| Gemiddeld maximum (°C)      | 32,2 | 30,6 | 27,3 | 23,5 | 19,4 | 15,6 | 15,3 | 18,5 | 21,2 | 25,5 | 29,0 | 31,5 | 24,1  |
| Gemiddelde temperatuur (°C) | 25,1 | 23,6 | 20,4 | 16,1 | 11,6 | 7,8  | 7,7  | 10,2 | 13,4 | 18,1 | 21,7 | 24,4 | 16,7  |
| Gemiddeld minimum (°C)      | 18,1 | 17,0 | 14,4 | 10,2 | 5,6  | 2,0  | 1,7  | 3,5  | 6,4  | 10,8 | 14,3 | 17,2 | 10,1  |
|                             |      |      |      |      |      |      |      |      |      |      |      |      |       |
| Neerslag (mm)               | 36,4 | 34,1 | 27,3 | 12,7 | 5,9  | 4,1  | 6,7  | 3,3  | 7,8  | 11,1 | 15,9 | 24,4 | 189,7 |
| Zonuren (uur/dag)           | 9,6  | 9,2  | 7,6  | 7,3  | 6,3  | 5,6  | 5,9  | 7,6  | 7,5  | 9,1  | 9,8  | 9,2  | 7,9   |
| Bron: NOAA (1961-1990)      |      |      |      |      |      |      |      |      |      |      |      |      |       |

## Druivenrassen
De Medoza wijnstreek is veruit het grootste wijnbouwgebied van Argentinië. Hier liggen iets meer dan 70% van alle wijngaarden van het land gemeten naar areaal.
Traditioneel kwam de Criolla druif veel voor in dit gebied, maar deze levert geen bijzondere wijnen op. De komst van Europese druivenrassen zorgen voor een verbetering. Vooral de Malbec doet het erg goed en heeft een aandeel van een vijfde in het totaal areaal. Verder komen de Cabernet Sauvignon, Pedro Ximénez en Chardonnay veel voor. Er wordt ongeveer even veel witte als rode wijn geproduceerd.
| Druivenras         | Areaal (in hectare) | Aandeel per kleur | Aandeel in totaal |
| ------------------ | ------------------- | ----------------- | ----------------- |
| Tinto              | 91.094              | 100%              | 58%               |
| Malbec             | 33.306              | 37%               | 21%               |
| Bonarda            | 16.174              | 18%               | 10%               |
| Cabernet Sauvignon | 12.139              | 13%               | 8%                |
| Syrah              | 9011                | 10%               | 6%                |
| Tempranillo        | 6045                | 7%                | 4%                |
| Overig rood        | 14.419              | 16%               | 9%                |
| Blanca             | 26.974              | 100%              | 17%               |
| Pedro Ximénez      | 9025                | 33%               | 6%                |
| Chardonnay         | 5270                | 20%               | 3%                |
| Torrontes          | 3729                | 14%               | 2%                |
| Overig wit         | 8950                | 33%               | 6%                |
| Rosada             | 40.325              | 100%              | 25%               |
| Cereza             | 16.595              | 41%               | 10%               |
| Criolla Granda     | 15.797              | 39%               | 10%               |
| Moscatel Rosada    | 6812                | 17%               | 4%                |
| Overig rosé        | 1121                | 3%                | 1%                |
| Totaal             | 158.393             |                   | 100%              |

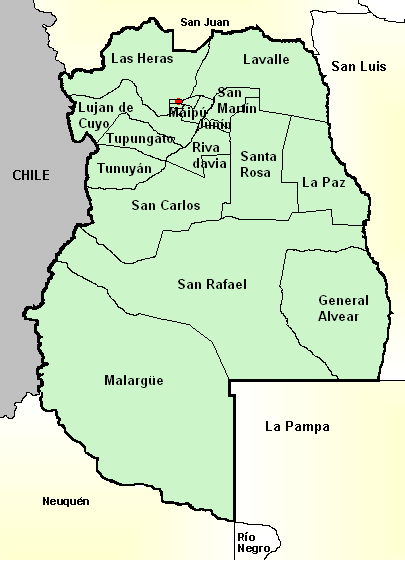
Detailkaart met departmenten van Mendoza, de rode stip geeft de locatie van de hoofdstad aan.

De wijnbouw is vooral geconcentreerd rond de hoofdstad van de provincie. Het belangrijkste wijndepartement is San Martin waar ruim een kwart van alle druiven worden geoogst, gevolgd door Maipú en Rivadavia met allebei ongeveer een achtste. In zowel Luján de Cuyo als Junín komt ongeveer 10% van de oogst binnen.

## Geschiedenis
De wijnbouw in de regio werd al geïntroduceerd in de 16e eeuw voor de productie van missiewijn, maar de grote doorbraak kwam aan het einde van de 19e eeuw toen Mendoza een spoorwegverbinding kreeg met de hoofdstad Buenos Aires. De reistijd tussen de twee plaatsen werd teruggebracht naar enkele dagen in plaats van maanden voor de spoorlijn gereed kwam. De afzetmogelijkheden voor de wijn werden aanzienlijk vergroot.